# Saison 2003-2004 du FC Sochaux-Montbéliard
Chronologie
Saison précédente Saison suivante
La saison 2003-2004 du FC Sochaux-Montbéliard est la 56e saison du club en Ligue 1.

## Résultats en compétitions nationales
- Ligue 1 : 5e avec 63 points, 5e attaque avec 54 buts marqués, 8e défense avec 42 buts encaissés, 4e à domicile (40 pts), 6e à l'extérieur (23 pts)
- Coupe de France: élimination en 1/32 de finale par l'AJ Auxerre
- Coupe de la Ligue: Vainqueur contre le FC Nantes

## Résultats en compétitions européennes
- Coupe UEFA: élimination en 1/16 de finale par l'Inter Milan

## Transferts

### Mercato d'été
| Nom                            | Nationalité sportive | Contrat                | Provenance/Destination   |
| Arrivées                       |                      |                        |                          |
| Gérard Gnanhouan               | Côte d'Ivoire        | ?                      | EA Guingamp              |
| Sigamary Diarra                | France               | 3 ans                  | SM Caen                  |
| Souleymane Diawara             | Sénégal              | 4 ans                  | Le Havre AC              |
| Grégory Paisley                | France               | 3 ans                  | Stade rennais            |
| Départs                        |                      |                        |                          |
| Jean-Jacques Domoraud          | Côte d'Ivoire        | Transfert              | Le Mans UC               |
| Mehmed Baždarević (entraîneur) | Bosnie-Herzégovine   | Contrat résilié        | FC Istres                |
| Basile De Carvalho             | Sénégal              | Prêt                   | CS Sedan-Ardennes        |
| Kamal Tassali                  | France               | Prêt                   | Besançon RC              |
| Kamel Chafni                   | France               | Prêt                   | Besançon RC              |
| Thomas Holbein                 | France               | Prêt                   | Besançon RC              |
| Erwan Manac'h                  | France               | ?                      | Retraite sportive        |
| Nisa Saveljic                  | RF Yougoslavie       | Transfert              | SC Bastia                |
| Jean-Baptiste Daguet           | France               | Transfert              | FC Libourne-Saint-Seurin |
| Macio                          | Brésil               | Fin de contrat         | Besançon RC              |
| William Quevedo                | France               | Résiliation de contrat | FC Sète                  |